# Брежани (Карловац)
Брежани су насељено место у саставу града Карловца, у Карловачкој жупанији, Република Хрватска.

## Географија
Брежани се налазе 14 км југоисточно од Карловца.

## Историја
Брежани су се од распада Југославије до августа 1995. године налазили у Републици Српској Крајини. До територијалне реорганизације у Хрватској налазили су се у саставу старе општине Карловац.

## Становништво
На попису становништва 2011. године, Брежани су имали 129 становника.

## Попис 1991.
На попису становништва 1991. године, насељено место Брежани је имало 239 становника, следећег националног састава:
| Попис 1991.‍ | Попис 1991.‍ | Попис 1991.‍ | Попис 1991.‍ | Попис 1991.‍ |
| ----------- | ----------- | ----------- | ----------- | ----------- |
|             |             |             |             |             |
| Хрвати      | Хрвати      |             | 235         | 98,32%      |
| непознато   | непознато   |             | 4           | 1,67%       |
| укупно: 239 |             |             |             |             |